# 圣玛丽亚-里瓦雷东达
圣玛丽亚-里瓦雷东达（西班牙語：Santa María Rivarredonda）是西班牙卡斯蒂利亚-莱昂布尔戈斯省的一个市镇。总面积11平方公里，总人口119人（2001年），人口密度11人/平方公里。